# Paromalus junior
Paromalus junior är en skalbaggsart som beskrevs av Cooman 1948. Paromalus junior ingår i släktet Paromalus och familjen stumpbaggar. Inga underarter finns listade i Catalogue of Life.